# 東京ディズニーシー ディズニーシー・シンフォニー
『東京ディズニーシー ディズニーシー・シンフォニー』（Tokyo DisneySea DISNEYSEA SYMPHONY）は、2001年9月4日〜2004年4月22日にかけて東京ディズニーシーで行われたナイトハーバーショー『ディズニーシー・シンフォニー』のショーの音源を収録したアルバムである。

## 解説
- このCDはショーの音源を完全に収録されている。ミッキーマウスの台詞もすべて収録している。
- 『ディズニーシー・シンフォニー』はレギュラー版、1stアニバーサリー版、矢沢永吉版、最終楽章と様々なバージョンが存在するが、このCDに収録されているのはレギュラー版である。
- ボーナストラックとして、東京ディズニーシーの初期の頃行われていた『ヴォナセーラ・セレナーデ』（『ヴォナセーラ・セレナーデ』は東京ディズニーランドの打ち上げ花火のシー用の音源である。現在はランド、シーともに共通の音楽を使用しており、この楽曲は使われていない。）の音源を収録している。

## 収録曲
1. ヴォナセーラ・セレナーデ
  - 東京ディズニーシー・テーマソング　Tokyo DisneySea Theme Song
  - パート・オブ・ユア・ワールド　Part of Your World
  - アラビアン・ナイト　Arabian Night
  - レイダース・マーチ　The Raider's March
  - ストームライダー組曲　StormRider Suite
2. ディズニーシー・シンフォニー
  - 東京ディズニーシー・テーマソング　Tokyo DisneySea Theme Song
  - 星に願いを　When You Wish Upon a Star
  - 魔法使いの弟子　The Sorcerer's Apprentice
  - ホール・ニュー・ワールド　A Whole New World
  - 君のようになりたい　I Wan'na Be Like You
  - トプシー・ターヴィー　Topsy Turvy
  - パート・オブ・ユア・ワールド　Part of Your World
  - アンダー・ザ・シー　Under the Sea
  - フレンド・ライク・ミー　Friend Like Me
  - ジッパ・ディー・ドゥー・ダー　Zip-A-Dee-Doo-Dah